# Meta nigra
Meta nigra är en spindelart som beskrevs av Franganillo 1920. Meta nigra ingår i släktet Meta och familjen käkspindlar.
Artens utbredningsområde är Portugal. Inga underarter finns listade i Catalogue of Life.